# Cambridgea arboricola
Cambridgea arboricola är en spindelart som först beskrevs av Arthur Urquhart 1891.  Cambridgea arboricola ingår i släktet Cambridgea och familjen Stiphidiidae. Inga underarter finns listade.